# Dagny-Lambercy
Dagny-Lambercy ist eine französische Gemeinde mit 125 Einwohnern (Stand 1. Januar 2022) im Département Aisne in der Region Hauts-de-France (vor 2016 Picardie). Sie gehört zum Arrondissement Vervins, zum Kanton Vervins und zum Gemeindeverband Portes de la Thiérache.

## Geographie
Die Gemeinde Dagny-Lambercy liegt in der Landschaft Thiérache, 14 Kilometer südöstlich von Vervins. Die beiden Ortsteile Dagny und Lambercy werden durch den Fluss Brune voneinander getrennt. Nachbargemeinden von Dagny-Lambercy sind Jeantes im Norden, Coingt und Saint-Clément im Nordosten, Morgny-en-Thiérache im Südosten, Renneval im Süden, Vigneux-Hocquet im Südwesten, Nampcelles-la-Cour im Westen sowie Bancigny im Nordwesten.

## Bevölkerungsentwicklung
| Jahr                       | 1962 | 1968 | 1975 | 1982 | 1990 | 1999 | 2006 | 2012 | 2021 |
| Einwohner                  | 229  | 212  | 183  | 169  | 160  | 159  | 133  | 138  | 128  |
| Quellen: Cassini und INSEE |      |      |      |      |      |      |      |      |      |

## Sehenswürdigkeiten

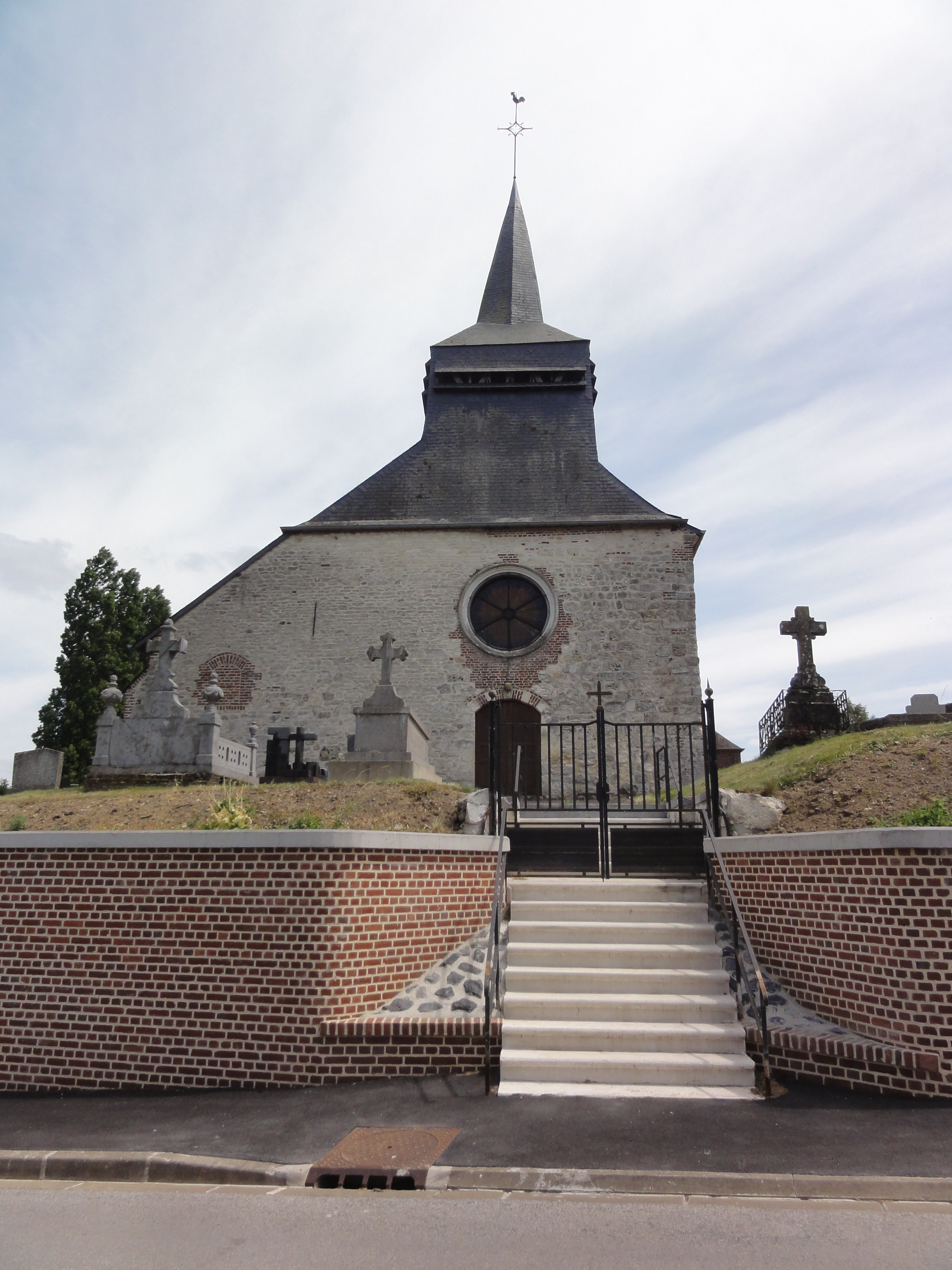
Kirche Saint-Pierre
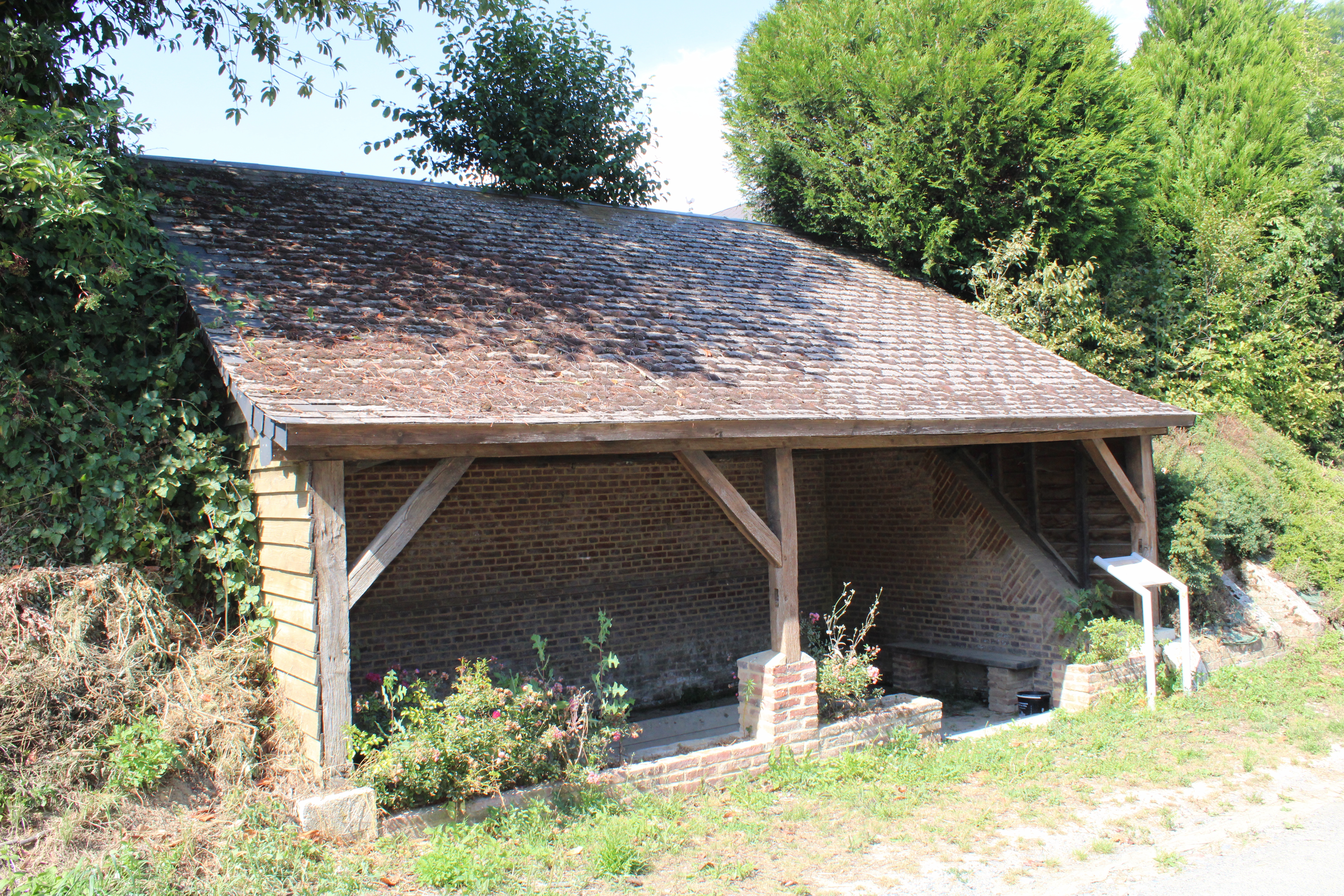
Lavoir
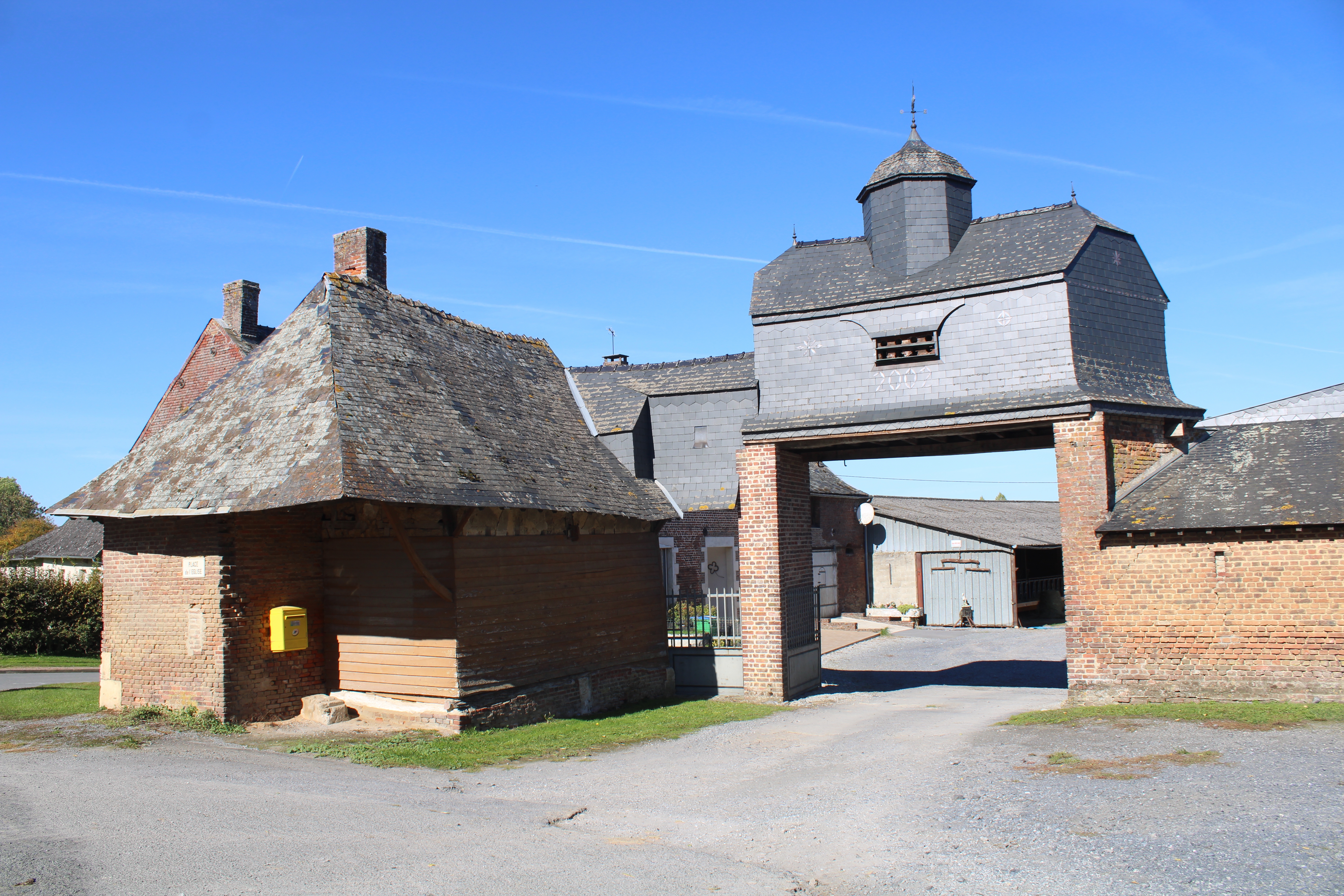
Taubenturm
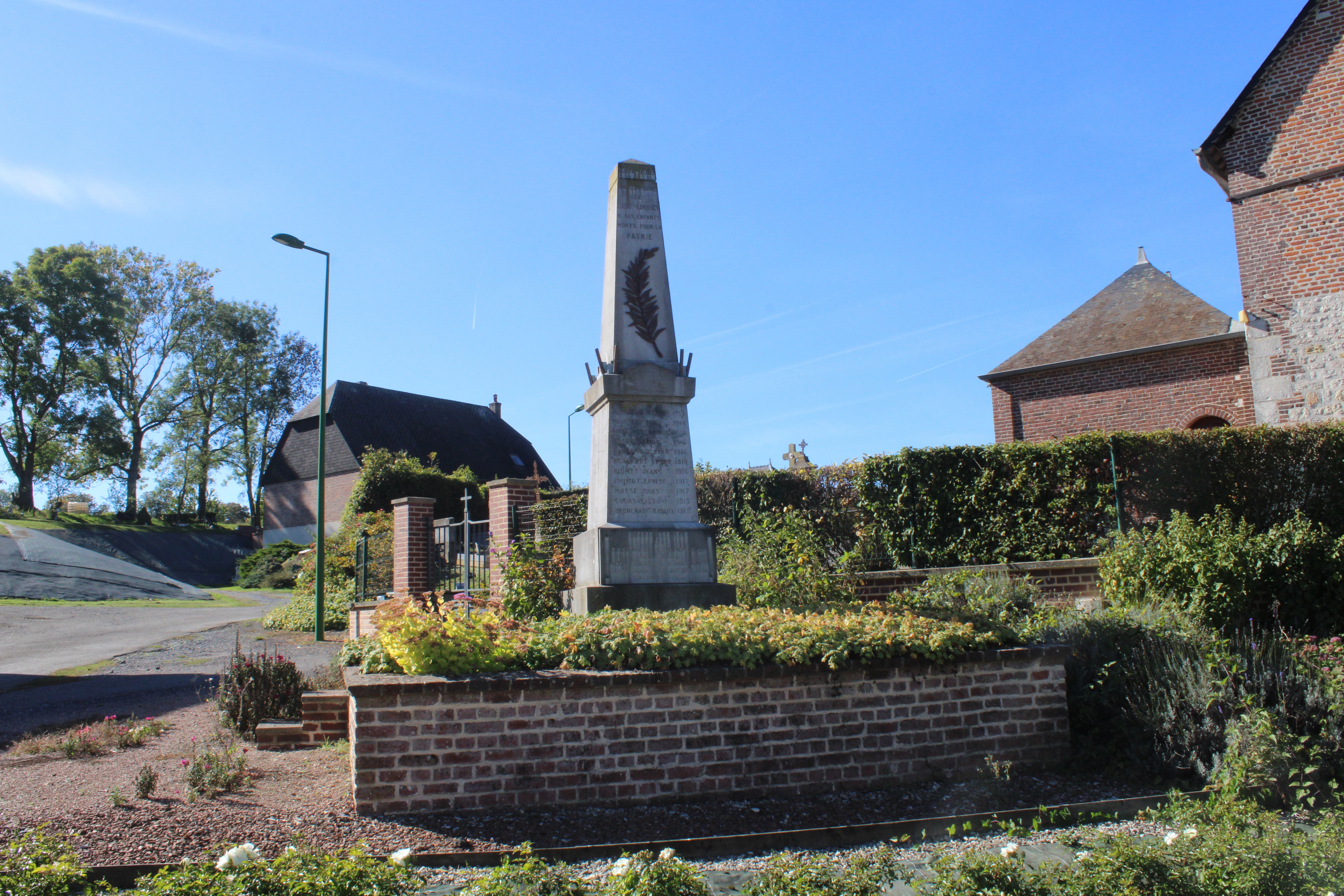
Gefallenendenkmal

- Kirche Saint-Pierre
- Lavoir
- Taubenturm
- Gefallenendenkmal